# 578
Năm 578 là một năm trong lịch Julius.